# It's Never Been Like That
It's Never Been Like That é o terceiro álbum de estúdio do grupo francês de rock alternativo e synthpop Phoenix, foi lançado em 2004.
| Críticas profissionais                                                      | Críticas profissionais |
| Avaliações da crítica                                                       | Avaliações da crítica  |
| Fonte                                                                       | Avaliação              |
| --------------------------------------------------------------------------- | ---------------------- |
| Allmusic                                                                    | [ 2 ]                  |
| Esta tabela precisa de ser acompanhada por texto em prosa. Consulte o guia. |                        |

## Faixas
1. "Napoleon Says" – 3:13
2. "Consolation Prizes" – 3:16
3. "Rally" – 3:17
4. "Long Distance Call" – 3:04
5. "One Time Too Many" – 3:40
6. "Lost and Found" – 2:56
7. "Courtesy Laughs" – 3:14
8. "North" – 5:01
9. "Sometimes in the Fall" – 5:49
10. "Second to None" – 3:25